# For the Journey
For the Journey è il decimo album in studio del gruppo musicale britannico Threshold, pubblicato nel 2014.

## Tracce
1. Watchtower on the Moon – 5:32
2. Unforgiven – 5:37
3. The Box – 11:59
4. Turned to Dust – 4:19
5. Lost in your Memory – 4:36
6. Autumn Red – 5:41
7. The Mystery Show – 5:37
8. Siren Sky – 6:10
9. I Wish I Could (Bonus Track) - 5:29

## Formazione
- Damian Wilson - voce, cori
- Karl Groom - chitarra, cori
- Richard West - tastiera, cori
- Johanne James - batteria
- Steve Anderson - basso, cori
- Pete Morten - chitarra